# ناحیه اسکات، شهرستان شمپین، ایلینوی
ناحیه اسکات، شهرستان شمپین، ایلینوی (به انگلیسی: Scott Township) یک منطقهٔ مسکونی در ایالات متحده آمریکا است که در شهرستان شمپین، ایلینوی واقع شده‌است. ناحیه اسکات ۱٬۲۵۸ نفر جمعیت دارد و ۲۱۹ متر بالاتر از سطح دریا واقع شده‌است.